# Астронестины
Астронестины (лат. Astronesthinae) — подсемейство глубоководных рыб, включаемое в состав семейства стомиевых. Иногда их рассматривают в качестве самостоятельного семейства Astronesthidae. Максимальная длина тела составляет до 30 см. Чешуя отсутствует. В спинном плавнике 9—21 лучей. На подбородке есть усик, с утолщением-луковкой на конце. У всех видов, кроме Rhadinesthes decimus, имеется жировой плавник. Скопления светящегося вещества в виде двух рядов фотофоров расположены по бокам брюшка с каждой стороны тела. Желудок большой, а крупный рот вооружен кинжаловидными зубами. Содержит 6 родов и примерно 55 видов.